# Pingyu
Pingyu är ett härad som lyder under Zhumadians stad på prefekturnivå i Henan-provinsen i norra Kina.